# Bai Juyi
En aquest nom xinès, el cognom és Bai.
Bai Juyi (xinès: 白居易, pinyin: Bái Jūyì, Wade-Giles: Po Chu-i) (Xinzheng, Henan, Xina; 772 - 846) fou un escriptor xinès de la dinastia Tang. Influït pel moviment a favor de la llengua antiga de Han Yu, va voler tornar a una poesia més directa, més senzilla, es va inspirar en cançons populars i es diu que es desfeia de tots els poemes que els seus servents no entenguessin.
Molts dels seus poemes es refereixen a la seva carrera o a les observacions fetes com a funcionari del govern, fins i tot com a governador de tres províncies diferents. Burton Watson diu de Bai Juyi: "va treballar per desenvolupar un estil que era simple i fàcil d'entendre, i la posteritat ha correspost als seus esforços, que en fan un dels més estimats i el més llegit de tots els poetes xinesos, tant al seu país natal, la terra i en els altres països de l'Orient que participen en l'apreciació de la cultura xinesa. Les obres de Bai també van ser de gran influència en el desenvolupament històric de la literatura japonesa.

## Variants del nom
Bai Juyi es refereix sovint a si mateix en vida com a Letian (Wade-Giles: Lotien), aproximadament l'equivalent de 'Feliç porta fortuna'. Més tard en la seva vida, es va referir a si mateix com l'Ermità de Xiangshan.

## Vida
Bai Juyi va viure durant el període Tang mitjà. Aquest va ser un període de reconstrucció i recuperació per a l'Imperi Tang, arran de la rebel·lió d'An Lushan, i després de l'era poèticament florent i famosa per Li Bai (701-762), Wang Wei (701-761), i Du Fu (712-770). Bai Juyi va viure durant el regnat de vuit o nou emperadors, i nasqué en l'era del regnat de Dalí (766-779) de l'emperador Daizong de Tang. Va tenir una llarga i reeixida carrera, com a funcionari del govern i poeta, si bé aquestes dues facetes de la seva carrera semblen haver entrat en conflicte entre si en certs punts. Bai Juyi també era un devot budista zen.

### Naixement i infància
Bai Juyi va néixer a 772, a Taiyuan, Shanxi, que es trobava llavors a pocs quilòmetres de la ubicació de la ciutat moderna, tot i que estigué a Zhengyang, Henan, durant la major part de la seva infància. La seva família era pobra però erudita; el seu pare era un magistrat adjunt de departament de segona classe. A l'edat de deu anys, va ser enviat lluny de la seva família per evitar una guerra que va esclatar al nord de la Xina, i va anar a viure amb uns parents a la zona coneguda com a Jiangnan, en concret Xuzhou.

### Primera part de la carrera funcionarial
La carrera funcionarial de Bai Juyi va ser reeixida. Va passar l'examen imperial el 800. Bai Juyi degué establir la seva residència a la capital occidental de Chang'an, l'any 801. No gaire després d'això, Bai Juyi va establir una llarga amistat amb un erudit, Yuan Zhen. El pare de Bai Juyi va morir el 804, i el jove Bai va passar el període tradicional de retir de dol per la mort del seu pare, cosa que va fer al llarg del riu Wei, prop de la capital. El 806, primer any complet del regnat de l'emperador Xianzong de Tang, Bai Juyi va ser nomenat per a un lloc menor com a funcionari del govern, a Zhouzhi, que no estava lluny de Chang'an (i també a la província de Shaanxi). El 811, quan va morir la seva mare, va passar el tradicional període de tres anys de dol un cop més al llarg del riu Wei, abans de tornar a la cort en l'hivern de 814, on va ocupar el càrrec de secretari assistent tutor del príncep. No era un càrrec d'alt rang, però no obstant això n'era un que aviat perdria.

### Exili
Mentre exercia com a funcionari de palau de baix rang l'any 814, Bai s'ho va manegar per ficar-se en problemes. Va fer enemics a la cort i amb certs individus en altres posicions. Va ser, en part, la seva obra escrita el que li va portar problemes. Va escriure dos llargs memorials, traduïts per Arthur Waley com a On Stopping the War ('Sobre aturar la guerra'), ja que considerava que s'estava duent a terme una campanya excessivament llarga contra un grup menor de tàrtars, i va escriure una sèrie de poemes, en els quals satiritzava les accions dels funcionaris cobdiciosos i ressaltava els sofriments del poble ras.
En aquell moment, un dels senyors de la guerra post-An Lushan (jiedushi), Wu Yuanji de Henan, havia pres el control del circuit de Zhangyi (centrat a Zhumadian), un acte per al qual va buscar la reconciliació amb el govern imperial, tractant d'obtenir un perdó imperial com un prerequisit necessari. Tot i la intercessió d'amics influents, Wu es va negar, per la qual cosa es va situar oficialment en una postura de rebel·lió. Tot i cercar el perdó, Wu va començar a assassinar, i va acusar el primer ministre (un altre Wu, Wu Yuanheng) i altres funcionaris: la cort imperial en general començava a l'alba, fet que requeria que els ministres es llevessin d'hora per poder-hi assistir a temps; i, el 13 de juliol de 815, abans de l'alba, el primer ministre Wu Tang Yuanheng es preparà per anar a palau per a una reunió amb l'emperador Xianzong. En sortir de casa, es van disparar fletxes contra la seva comitiva. Tots els seus servents van fugir, i els assassins es van apoderar de Wu Yuanheng i el seu cavall, i després el van decapitar, i se'n van endur el cap. Els assassins també van atacar un altre funcionari que afavoria la campanya en contra dels senyors de la guerra rebels, Pei Du, però van ser incapaços de matar-lo. La població de la capital es va sorprendre i es van produir disturbis, amb funcionaris que es negaven a abandonar les seves residències personals fins després de l'alba.

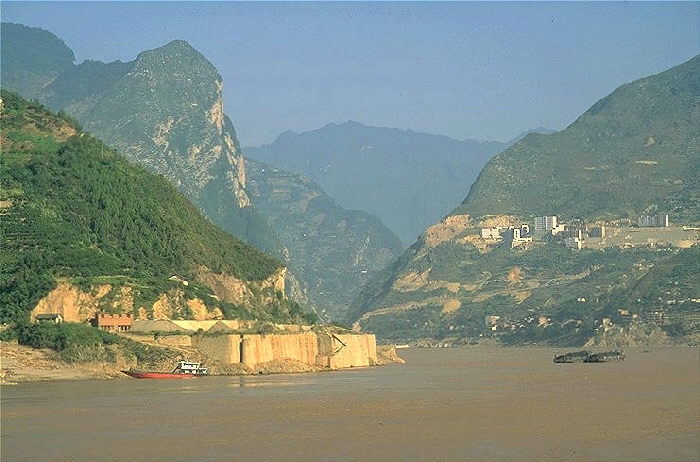
Les Tres Gorges del Iang-Tsé van haver de ser travessades en el viatge amb vaixell des de Jiujiang a Sichuan

En aquest context, Bai Juyi va ultrapassar les funcions del seu càrrec menor per commemorar l'emperador. Com a sotssecretari del tutor del príncep, el memorial de Bai era una violació del protocol -que hauria d'haver esperat que ho fes l'autoritat de la censura per prendre la iniciativa abans d'oferir la seva pròpia crítica. Aquest no va ser l'únic càrrec que els seus opositors van utilitzar contra ell. La seva mare havia mort, pel que sembla a causa d'una caiguda en un pou mentre mirava unes flors, i dos poemes escrits per Bai Juyi -els títols dels quals Waley tradueix com a "In Praise of Flowers" ('Elogi de les flors') i "The New Well" ('El nou pou')- se'n van utilitzar en contra com un signe de manca de pietat filial, un dels ideals de Confuci. El resultat va ser l'exili: Bai Juyi va ser degradat al rang de sotsprefecte i desterrat de la cort i la ciutat capital de Jiujiang, llavors coneguda com a Xun Yang, a la riba sud del riu Iang-Tsé, al nord-oest de la província de Jiangxi, Xina. Després de tres anys, va ser enviat com a governador d'un lloc remot a Sichuan. En aquest moment, la ruta principal que hi havia passava damunt el riu Iang-Tsé. Aquest viatge permetia a Bai Juyi uns dies visitar el seu amic Yuan Zhen, que també estava a l'exili i amb qui va explorar les coves de pedra que es troben a Yichang. Bai Juyi estava encantat amb les flors i els arbres que observava en la seva nova ubicació. El 819, va ser cridat de tornada a la capital, amb la qual cosa es va posar fi al seu exili.

### Retorn a la capital i nou emperador

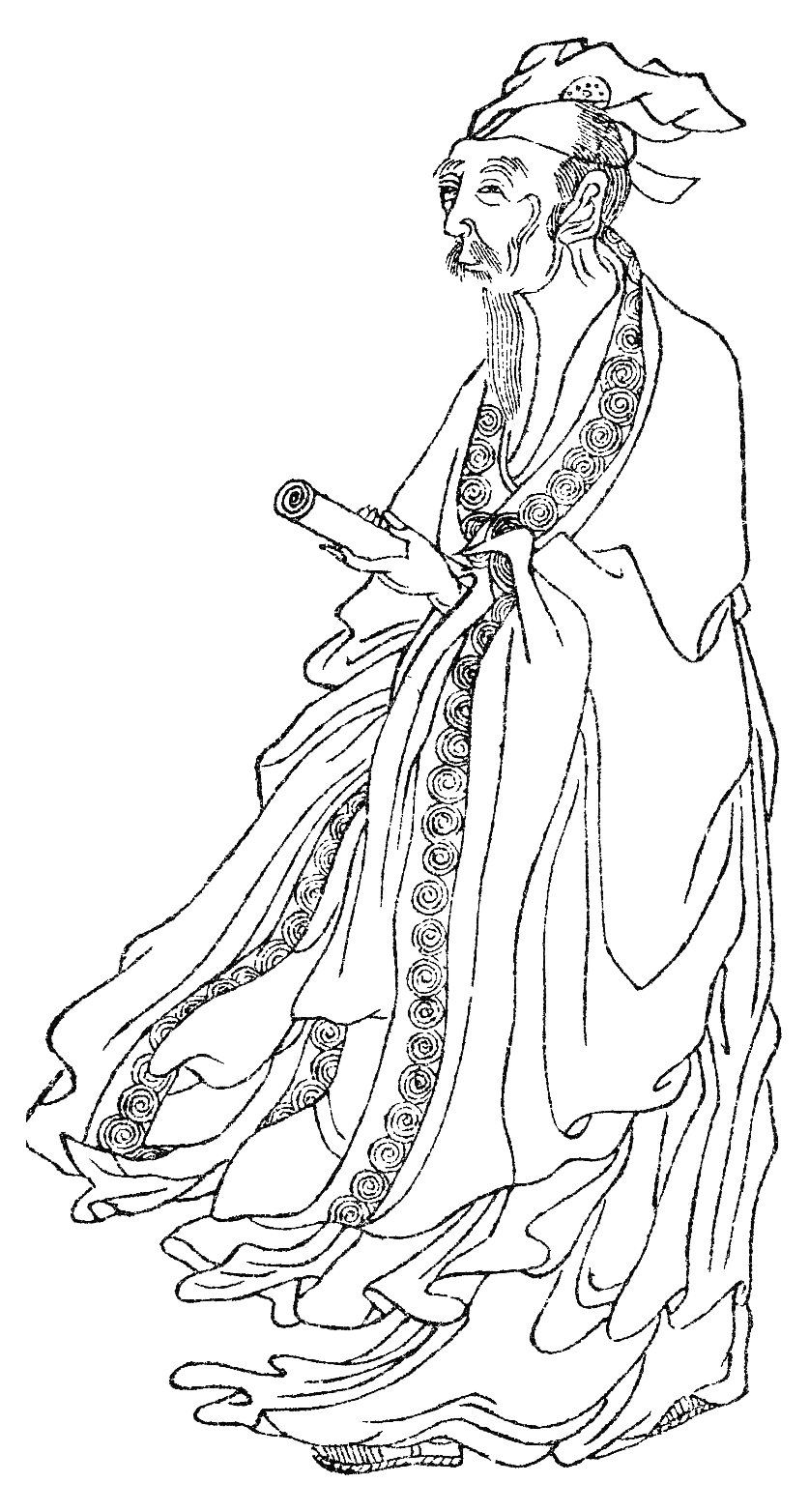
Imatge de Bai Juyi del llibre Wan hsiao tang

El 819, Bai Juyi va ser cridat a la capital i se li va donar el càrrec de sotssecretari de segona classe. El 821, la Xina té un nou emperador, Muzong. Després d'accedir al tron, Muzong passava l'estona festejant, bevent desmesuradament, i descuidant els seus deures com a emperador. Mentrestant, els que eren temporalment governadors militars regionals (jiedushi) van començar a desafiar el govern central de la dinastia Tang, un fet que conduí a la independència de facto de tres circuits al nord del riu Groc, que havien estat sotmesos prèviament per l'emperador Xianzong. A més, l'administració de Muzong es va caracteritzar per una corrupció massiva. Un cop més, Bai Juyi hi va escriure una sèrie de memorials en protesta.

### Com a governador de Hangzhou
Un cop més, Bai Juyi va ser enviat lluny de la cort i de la capital, però aquesta vegada a la posició important de la pròspera ciutat de Hangzhou, que estava en l'extrem sud del Gran canal i situada al pintoresc barri del llac de l'Oest. Afortunadament per a la seva amistat, Yuan Zhen en aquell moment estava complint una missió a la rodalia de Ningbo, també al territori que actualment és Zhejiang, de manera que els dos podrien reunir-se de tant en tant, almenys fins que expirés el període de Bai Juyi's com a governador.
Com a governador de Hangzhou, Bai Juyi es va adonar que les terres de conreu dels voltants depenien de l'aigua del llac de l'Oest, però a causa de la negligència dels anteriors governadors, el vell dic s'havia ensorrat, i el llac s'assecava, motiu pel qual els agricultors locals patien d'una greu sequera. Va ordenar la construcció d'un dic més fort i més alt, amb una presa per controlar el flux d'aigua, fet que proporcionaria aigua per al reg i així alleujaria la sequera i milloraria la vida de la població local en els anys següents. Bai Juyi va utilitzar el seu temps lliure per a gaudir de la bellesa del llac de l'Oest, visitant el llac gairebé cada dia. Va ordenar la construcció d'un pas elevat per permetre caminar a peu, en comptes de requerir els serveis d'un vaixell. Una calçada al llac de l'Oest (calçada elevada Baisha, 白沙堤) va ser coneguda més endavant com a calçada elevada Bai en honor de Bai Juyi, però la calçada original construïda per Bai Juyi, anomenada calçada elevada Baigong (白公堤), ja no existeix.

### Vida prop de Luoyang
El 824, la comissió de Bai Juyi com a governador va expirar, i va rebre el rang nominal de tutor imperial, que li proporcionava més com a salari de funcionari que com a funcions oficials, i es va traslladar la seva família a un suburbi de la "capital de l'est", Luoyang. En aquell moment, Luoyang era coneguda com la capital de l'est de l'imperi i era una gran metròpoli amb una població al voltant d'un milió de persones, i una reputació com a "capital cultural", en contraposició a l'orientació més política de la capital Chang'an.

### Governador de Suzhou

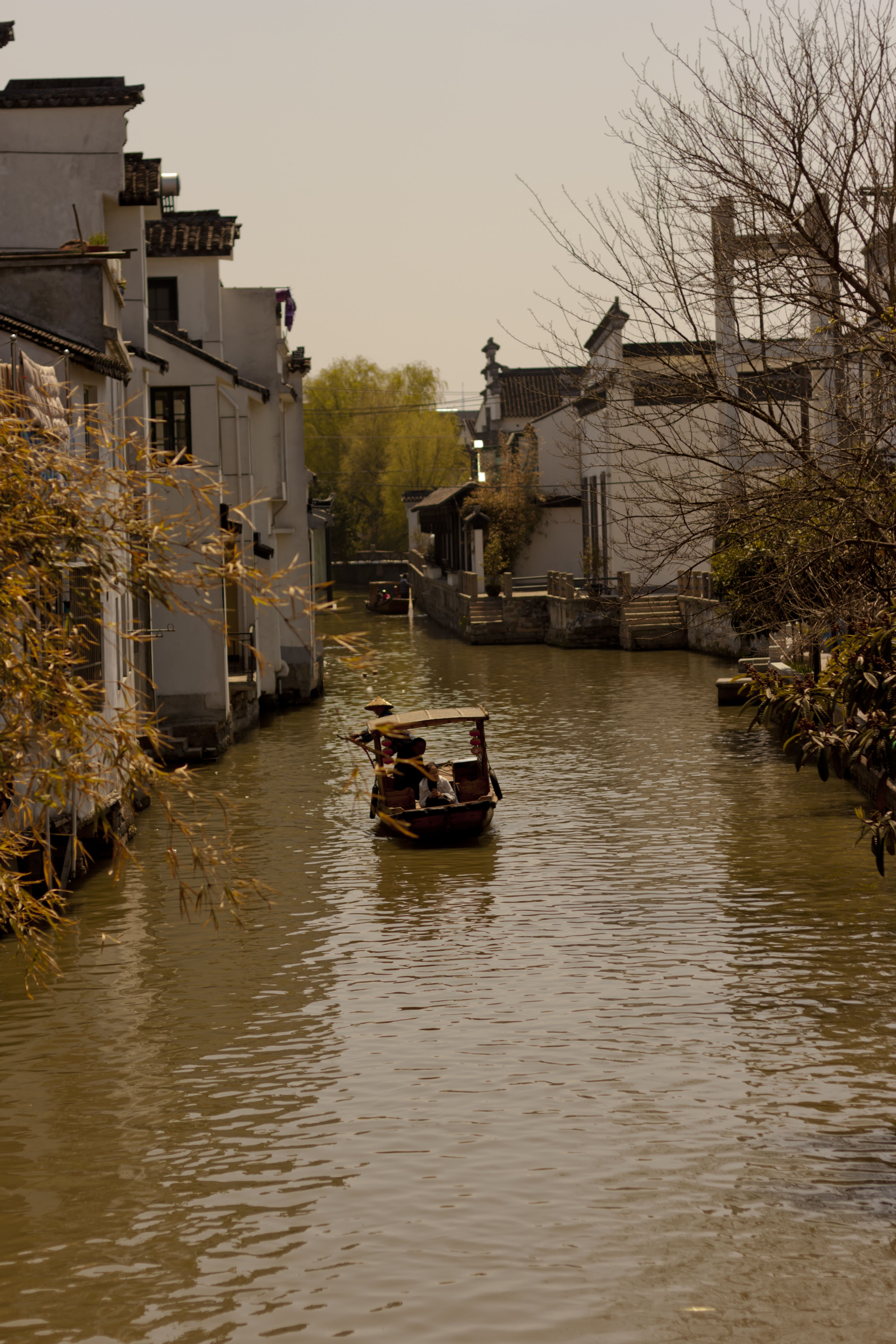
Suzhou

El 825, quan tenia cinquanta-tres anys, a Bai Juyi se li va donar el càrrec de governador (o prefecte) de Suzhou, al curs inferior del riu Iang-Tsé i als marges del llac Taihu. Durant els dos primers anys, es divertí amb festes i sortides de pícnic, però després d'un parell d'anys va emmalaltir, i es va veure obligat a un període de retir.

### Darrera part de la carrera funcionarial
Després de la seva etapa com a prefecte de Hangzhou (822-824) i després de Suzhou (825-827), Bai Juyi va tornar a la capital. Després va exercir diversos càrrecs oficials a la capital, i després altre cop com a prefecte/governador, aquesta vegada de Henan, la província en què es troba Luoyang. Va ser a Henan on va néixer el seu primer fill, tot i que va morir prematurament l'any següent. L'any 831 Yuan Zhen moria. Durant els tretze anys següents, Bai Juyi continuà exercint diversos càrrecs nominals, però de fet vivia retirat.

### Jubilació

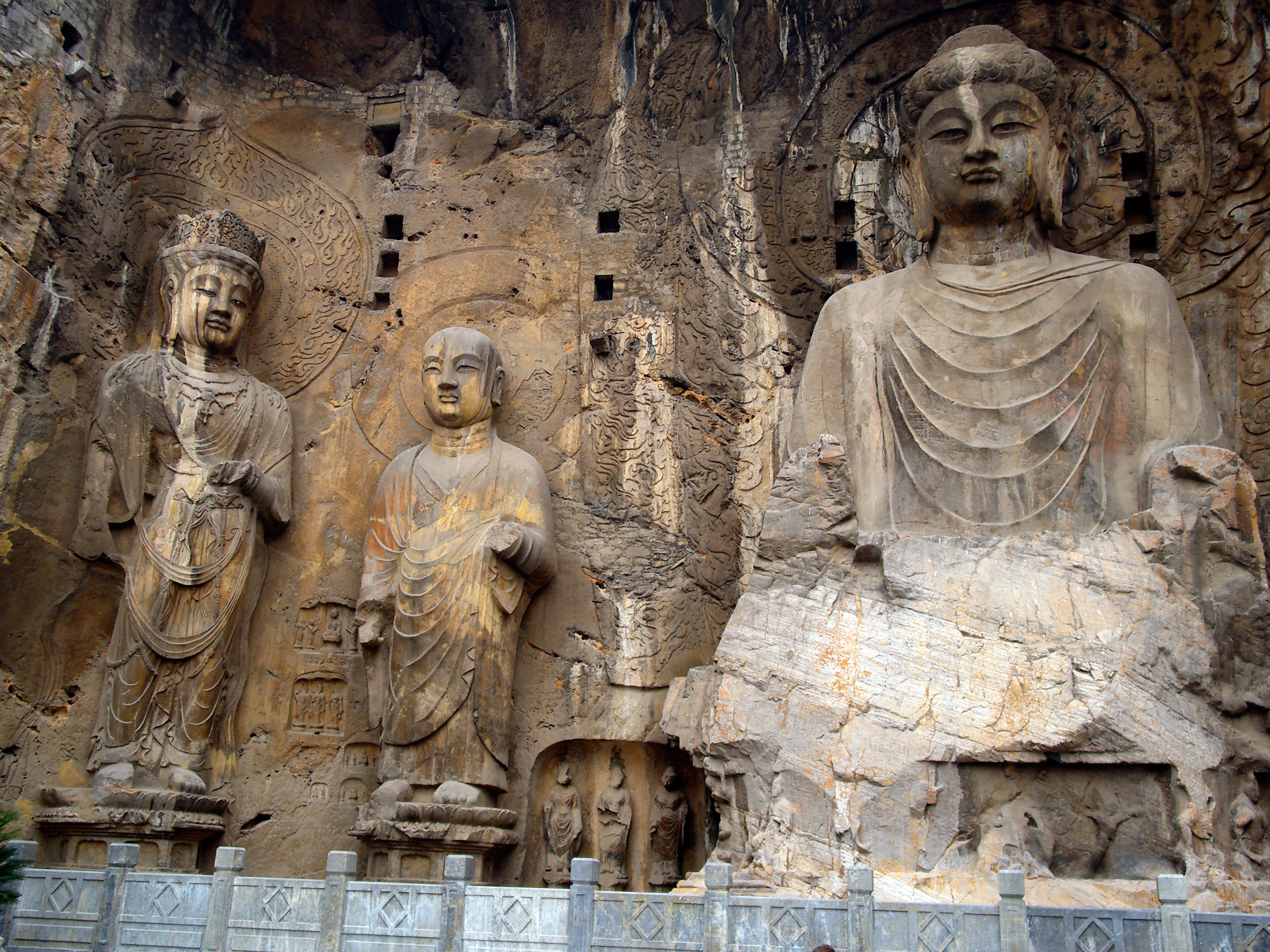
Imatges de Buda Vairocana (dreta) i Bodhisattva tallades en la roca, a Longmen

El 832, Bai Juyi reparà una part no utilitzada del monestir de Xiangshan, a Longmen, a uns 7,5 quilòmetres al sud de Luoyang. Bai Juyi es va traslladar a aquest lloc, i va començar a referir-se a si mateix com l'"Ermità de Xianshang". Aquesta zona, ara Patrimoni de la Humanitat de la UNESCO, és famosa per les seves desenes de milers d'estàtues de Buda i els seus deixebles, excavades a la roca. El 839, va experimentar un atac de paràlisi, la pèrdua de l'ús de la cama esquerra, i va esdevenir un invàlid al llit durant diversos mesos. Després de la seva recuperació parcial, va passar els seus últims anys enfeinat en l'organització de les seves obres, que va presentar als principals monestirs d'aquelles localitats en què havia passat temps.

### Mort

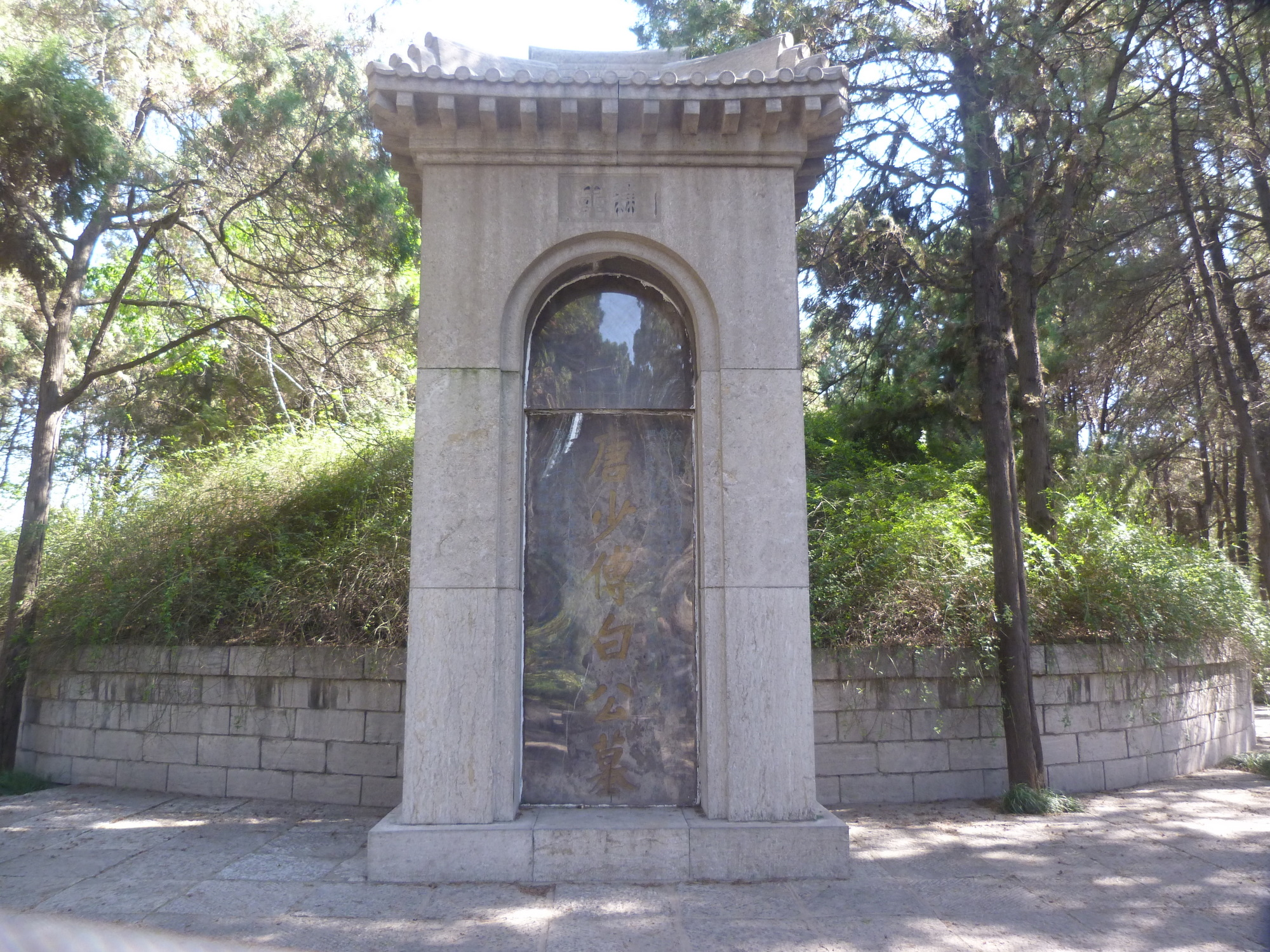
Tomba de Bai Juyi

El 846, Bai Juyi va morir, i va deixar instruccions per a un enterrament senzill en una tomba al monestir, amb un funeral d'estil pla, i que no se li conferís un títol pòstum. Té un monument funerari a Longmen, situat a Xiangshan, a l'altra banda del riu Yi, dels temples de les grutes de Longmen, a la rodalia de Luoyang, Henan. Es tracta d'un monticle circular de terra de 4 metres d'alt, 52 metres de circumferència, i amb un monument de 2,80 metres d'alt on hi ha inscrit "Bai Juyi".

## Obres
Bai Juyi ha estat conegut pel seu estil senzill, directe i fàcilment comprensible, de vers, així com per la seva crítica social i política. A més dels seus poemes, també n'han arribat fins als nostres dies diverses cartes i assajos.

### Història
Bai Juyi fou un dels més prolífics dels poetes de la dinastia Tang. Va escriure més de 2.800 poemes, que ell mateix hauria copiat i distribuït per assegurar-ne la supervivència. Són notables per la seva relativa accessibilitat: es diu que reescrivia qualsevol part d'un poema, si un dels seus servents era incapaç de comprendre'l. L'accessibilitat dels poemes de Bai Juyi el va fer extremadament popular en vida, tant a la Xina com al Japó, i continuen sent llegits en aquests països en l'actualitat.

### Poemes famosos

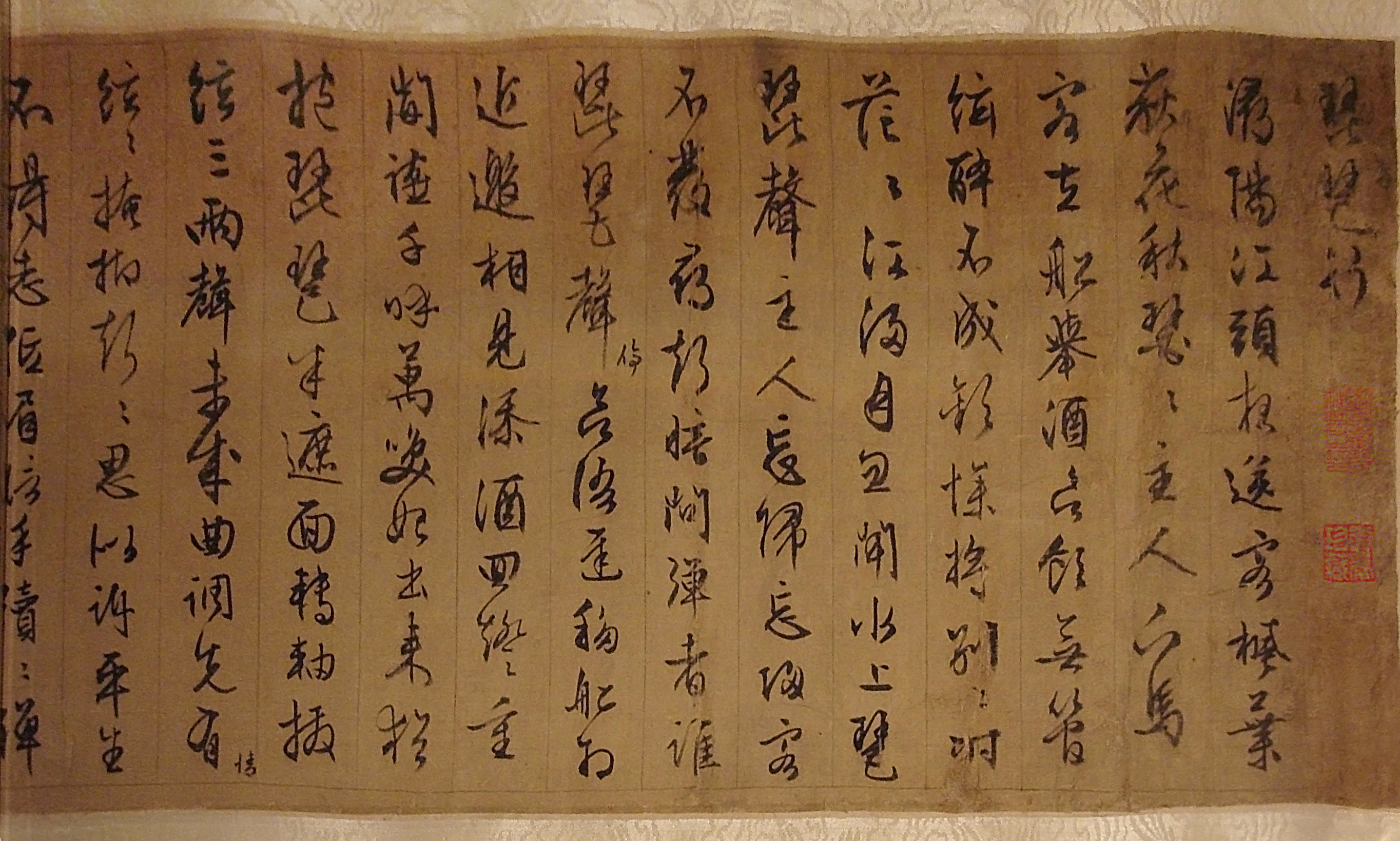
"Pi Pa Xing" de Bai Juyi, en cursiva xinesa, cal·ligrafia de Wen Zhengming, dinastia Ming

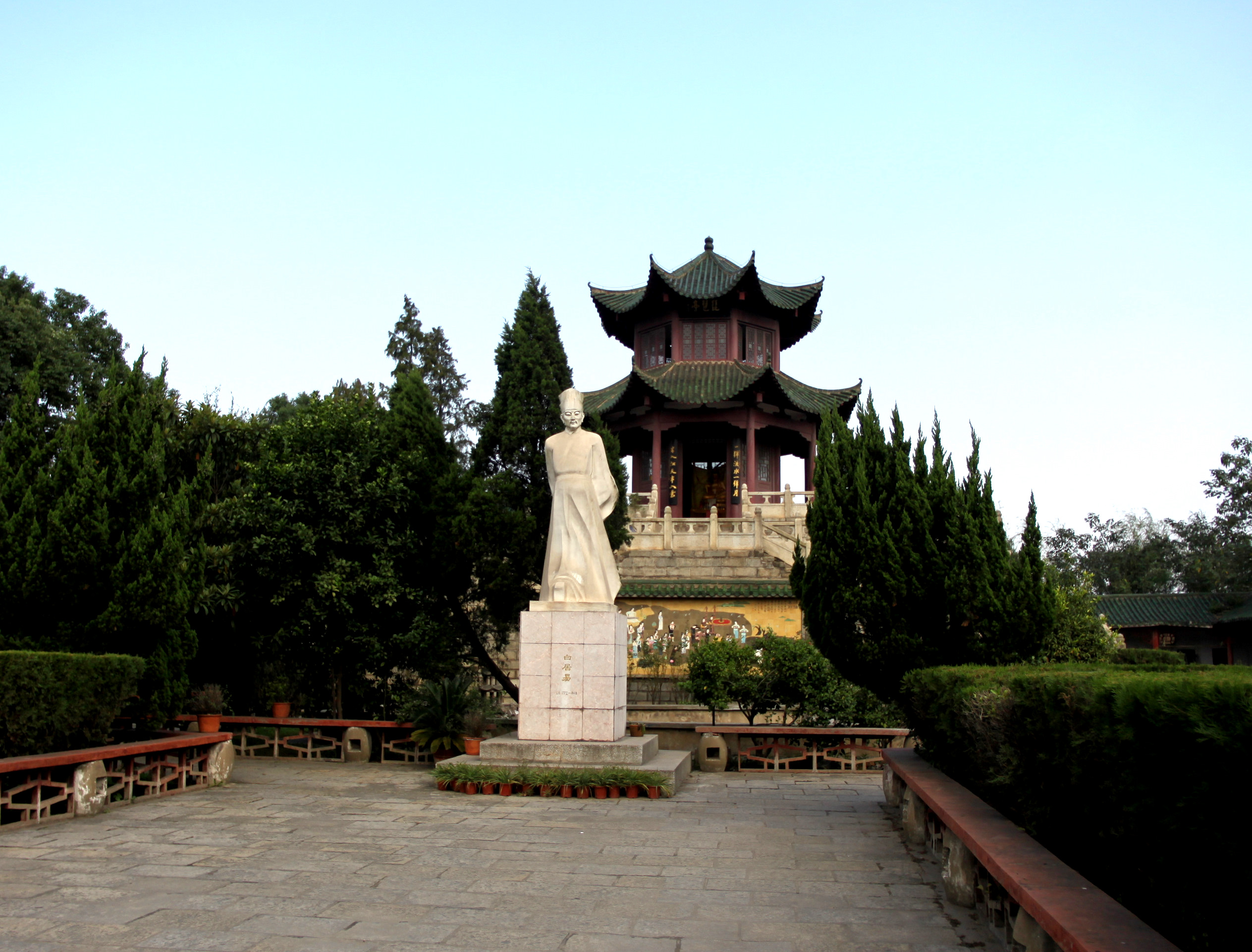
Estàtua de Bai Juyi davant del pavelló Pipa, al riu Xunyang (Jiujiang), on va escriure el seu poema "L'intèrpret de pipa"

Dues de les seves obres més famoses són llargs poemes narratius, que expliquen la història de Yang Guifei, i "La cançó de l'intèrpret de pipa". Igual que Du Fu, tenia un fort sentit de responsabilitat social i és ben conegut pels seus poemes satírics, com ara El vell carboner.
Bai Juyi també va escriure poemes intensament romàntics als seus companys funcionaris amb qui va estudiar i viatjar. Aquests parlen de compartir vi, dormint junts, i la visualització de la lluna i les muntanyes.
Si no seus a esvair miratges,

més val que beguis i cantis com un foll.

Com podràs, sinó, mirar serè el passat,

les nits de lluna i vent de tardor?
Les obres de Bai també van ser molt reconegudes al Japó, i molts dels seus poemes van ser citats i referenciats al Genji Monogatari per Murasaki Shikibu.

### Formes poètiques
Bai Juyi era conegut pel seu interès en la vella forma poètica del yuefu, que era una forma típica de la poesia Han, és a dir, versos de balades populars, recopilades o escrites per l'Oficina de la Música. Aquests eren sovint una forma de protesta social. I, de fet, escriure poesia per promoure el progrés social era explícitament un dels seus objectius. També és conegut pels seus acurats poemes escrits en estil de vers regulat.

## Traduccions al català
- Versions de Bai Juyi per Marcel Riera. Col·lecció Alabartre, núm. 46. La Breu Edicions, 2013. ISBN 978-84-940964-9-5.
- Pedra i pinzell. Antologia de la poesia xinesa clàssica. Pròleg i traducció de Manuel Ollé. Edició bilingüe. Editorial Alpha, 2012, 173 pàgs. ISBN 9788498592108 Disponible en línia aquí[Enllaç no actiu].